# Parindalmus vestitus
Parindalmus vestitus es una especie de coleóptero de la familia Endomychidae.

## Distribución geográfica
Habita en Malabar.